# Rose (アルバム)
『Rose』（ローズ）は、日本のシンガーソングライター・加藤ミリヤの1枚目のオリジナル・アルバム。2005年10月26日にSony Music Records内のレーベルMASTERSIX FOUNDATIONから発売された。

## 概要
1枚目の『Never let go/夜空』から4枚目の『ジョウネツ』までのシングル4曲、カップリング1曲に新録曲を加えた全14曲収録。このうち、サンプリング曲が2曲収められている。
初回生産限定盤などの設定はなく、通常盤のみでの販売となっている。2か月限定特別価格仕様としてリリースされた後、翌年に通常価格仕様として販売された。

## 収録曲
1. 夜空 (3:49)
作詞：M.TAKESUE, Miliyah / 作曲：H.KON, Miliyah / 編曲：Shingo.S
  - 1stシングル (両A面2曲目)
  - BUDDHA BRANDの楽曲「人間発電所」をサンプリング。
  - テレビ東京系『流派-R』8月度オープニング・テーマ
2. ディア・ロンリーガール (3:27)
作詞：Takashi Matsumoto, Miliyah / 作曲：Kyouhei Tsutsumi, Miliyah / 編曲：Shingo.S
  - 3rdシングル表題曲
  - マーヴィン・ゲイの楽曲「Sexual Healing」と佐東由梨の楽曲「ロンリー・ガール」、ECDの楽曲「ECDのロンリーガール feat. K DUB SHINE」をサンプリング。
  - フジテレビ系『HEY!HEY!HEY! MUSIC CHAMP』エンディング・テーマ
  - ネット配信映画『ロンリーガール』主題歌
3. Don't stop ! (3:30)
作詞：Miliyah / 作曲：Shingo.S / 編曲：3rd Productions
  - テレビ東京系「流派-R」オープニング・テーマ
4. Beautiful (4:49)
作詞：Miliyah / 作曲：Minoru Komorita / 編曲：Hiro Matsui
  - 2ndシングル
  - ロッテ「ピュアホワイトガム」CMソング
  - テレビ東京系『流派-R』オープニング・テーマ
5. My life (3:59)
作詞：Miliyah / 作曲：Miliyah / 編曲：OCTOPUSSY
6. Love me, i love you (5:04)
作詞：Miliyah / 作曲：Shingo.S / 編曲：3rd Productions
7. RIDE wit u (4:36)
作詞：Miliyah / 作曲：YANAGIMAN / 編曲：Yanagiman
8. 永遠の声 (4:42)
作詞：Bill Withers, William Salter, Ralph MacDonald, Miliyah / 作曲：Bill Withers, William Salter, Ralph MacDonald / 編曲：Kazuo Ishijima
9. Never let go (4:29)
作詞：Miliyah / 作曲：Miliyah, Maestro-T / 編曲：Maestro-T
  - 1stシングル (両A面1曲目)
  - テレビ東京系『流派-R』9月度オープニング・テーマ
10. I Cry (3:43)
作詞：Miliyah / 作曲：Miliyah / 編曲：3rd Productions
11. ジョウネツ (5:01)
作詞：UA, Miliyah / 作曲：Hirofumi Asamoto, Shingo.S, Miliyah / 編曲：3rd Productions
  - 4thシングル表題曲
  - UAの楽曲「情熱」をサンプリング。
12. ROSE (3:15)
作詞：Miliyah / 作曲：Miliyah / 編曲：BACH LOGIC
13. STAR (5:22)
作詞：Miliyah / 作曲：Miliyah, Shingo.S / 編曲：3rd Productions
  - 亡き父への想いを唄った楽曲。
14. ONE DAY〜夜空 Remix〜 ／ 加藤ミリヤ ♥ (lovers) m-flo (5:17)
作詞：m-flo, Miliyah / 作曲：m-flo, Miliyah, H.KON / 編曲：3rd Productions
  - ボーナス・トラック[1]。4thシングルカップリング曲。
  - m-floの楽曲「ONE DAY」及び、1stシングル「夜空」をサンプリング。